# Мала Білозерка (станція)
Мала́ Білозе́рка — проміжна залізнична станція Запорізької дирекції Придніпровської залізниці на неелектрифікованій лінії Українська — Каховське Море між станціями Дніпрорудне (9 км) та Каховське Море (16 км). Розташована в селі Улянівка Василівського району Запорізької області
Станом на березень 2020 року приміське пасажирське сполучення відсутнє.